# مسييه 28

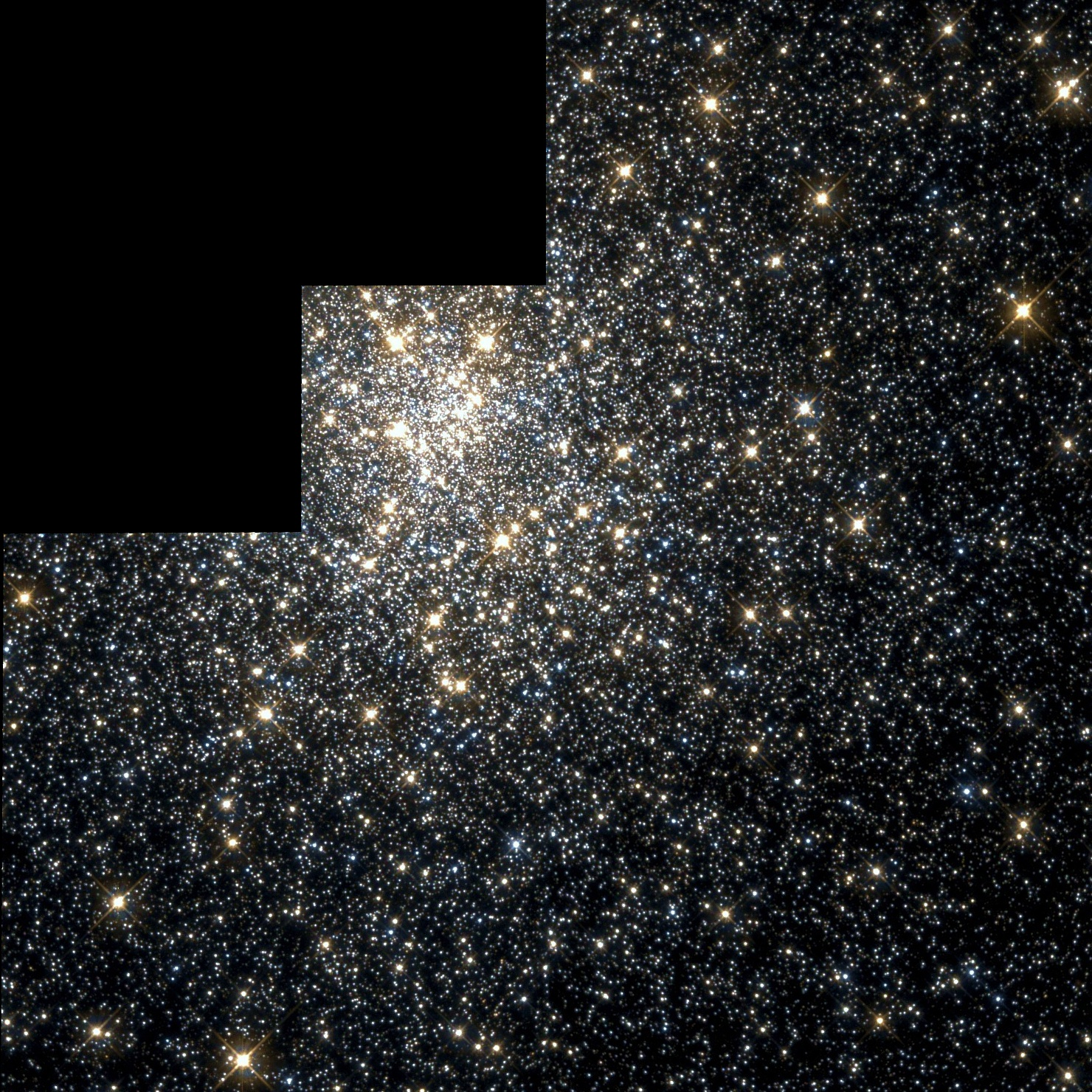

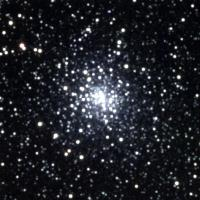
المنطقة المركزة للتجمع م28.

مسييه 28أو م28 (بالإنجليزية: Messier 28 أوM28 أو NGC 6626) هو تجمع نجمي مغلق يوجد في كوكبة الرامي. اكتشفه العالم الفرنسي شارل مسييه عام 1864، وضمه إلى فهرس المذنبات والسدم المعروف بفهرس مسييه وأعطاه الرقم 28.
ويبعد التجمع مسييه 28 نحو 18500 سنة ضوئية عن الأرض ويضم 18 من النجوم المتغيرة إلى جانب النجوم الأخرى. ويبلغ اتساع التجمع نحو 2و11 دقيقة قوسية ولمعانه +7,66 قدر ظاهري. وفي عام 1986 اكتشف فيه أحد النوابض التي تدور حول نفسها كل مللي ثانية.

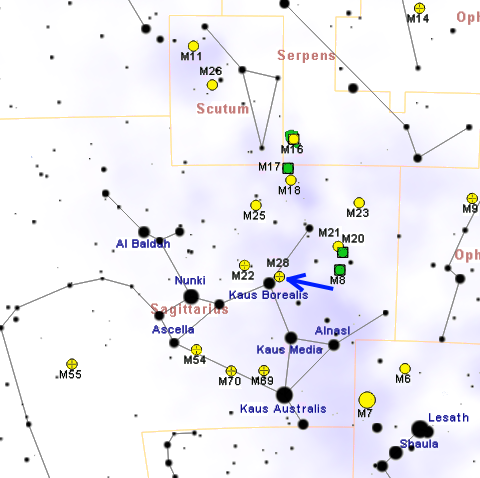
خريطة توضح موقع M28 (روبرتو مورا)

ترجع التسمية NGC 6626 إلى الفهرس العام الجديد.

## اقرأ أيضا
- قزم أبيض
- عملاق أحمر
- نجم
- نجم نيوتروني
- مجرة
- الانفجار العظيم
- خط زمني للانفجار العظيم
- ثقب أسود
- نابض
- نجم متغير

متغير سيفيدي

## وصلات خارجية
- Globular Cluster M28 @ SEDS Messier pages
- Messier 28, Galactic Globular Clusters Database page نسخة محفوظة 12 نوفمبر 2009 على موقع واي باك مشين.
- موقع الكون في الإنترنت